# Paul G. A. Garossino
| 112313 Larrylines | 12 giugno 2002 |

Paul G. A. Garossino (1953) è un astronomo amatoriale canadese, di professione geofisico.
Il Minor Planet Center gli accredita le scoperte di dodici asteroidi, effettuate tra il 2003 e il 2006, in parte in collaborazione con James Len Casady, Joseph A. Dellinger e William G. Dillon.
Gli è stato dedicato l'asteroide 78394 Garossino.